# Foley Room
Foley Room — шестой студийный альбом бразильско-британского музыканта-электронщика Амона Тобина, выпущен 5 марта 2007 года на лейбле Ninja Tune.

## Об альбоме
Ранее Тобин создавал музыку, используя семплы со старых виниловых пластинок. На этом альбоме он решил воспользоваться другой техникой. Название альбома означает помещение, в котором происходит запись звуковых эффектов для художественных фильмов. Именно такой подход выбрал Тобин для этого альбома. Вооружённый портативным магнитофоном и микрофонами высокой чувствительности, в компании ассистентов, он посещал самые разные места и записывал самые разнообразные живые звуки. Кроме того он пригласил для исполнения некоторых партий ансамбль The Kronos Quartet, Стефана Шнайдера и Сару Пейдж.
Вместе с альбомом вышел документальный фильм на DVD, в котором рассказывается о том, как происходила запись.

## Список композиций
1. «Bloodstone» — 4:13
2. «Esther’s» — 3:21
3. «Keep Your Distance» — 4:48
4. «The Killer’s Vanilla» — 4:14
5. «Kitchen Sink» — 4:49
6. «Horsefish»" — 5:07
7. «Foley Room» — 3:37
8. «Big Furry Head» — 3:22
9. «Ever Falling» — 3:49
10. «Always» — 3:39
11. «Straight Psyche» — 6:49
12. «At the End of the Day» — 3:18